# Спири, Йоханна
Йоха́нна Спири (нем. Johanna Spyri; 12 июня 1827 — 7 июля 1901) — швейцарская писательница, автор книг для детей, самая известная из которых — «Хайди». Тётя швейцарского адвоката Эмилии Кемпин-Шпири

## Биография
Йоханна Луиза Хойссер родилась в сельском районе Хирцель в Швейцарии. Ещё ребёнком провела несколько лет в районе Кур в Граубюндене. Воспоминания об этих местах она будет позже использовать в своих произведениях.
В 1852 году Иоганна вышла замуж за адвоката Бернарда Спири. Проживая в Цюрихе, начала писать о жизни в стране. Первая книга - «Листик на могиле Врони» - была опубликована в 1871 году. В последующие годы появились другие истории как для детей, так и для взрослых, и среди них повесть о Хайди, которая получила незамедлительный и долгий успех. В ней повествуется о маленькой девочке Хайди, которая живёт со своим дедушкой в горах Швейцарии. История девочки-сироты привлекательна не только яркими описаниями ландшафта, но и пониманием того, как дети видят жизнь и проявляют свои чувства. Повесть «Хайди» принадлежит к шедеврам мировой детской классики. Впервые она была опубликована в 1880 году, мгновенно получила известность и выдержала тринадцать изданий за десять лет. В 1884 году переведена на английский язык, глубоко взволновав читателей как в Великобритании, так и в Америке.
Муж Йоханны и её единственный ребёнок, сын Бернард, умерли в 1884 году. Одинокая, она посвятила себя благотворительной деятельности и написанию более пятидесяти рассказов вплоть до своей смерти в 1901 году. Погребена на семейном участке кладбища Зильфельд в Цюрихе. Портрет Йоханны Спири был помещён на почтовой марке в 1951 году и на 20-франковой памятной монете в 2001 году.

## Экранизации
- Гора мужества
- Хайди — девочка Альп (аниме)
- Хайди
- Альпийская сказка